# Sarcostemma forskalianum
Sarcostemma forskalianum är en oleanderväxtart som beskrevs av Johann Jakob Roemer och Schult.. Sarcostemma forskalianum ingår i släktet Sarcostemma och familjen oleanderväxter. Inga underarter finns listade i Catalogue of Life.